# Eleição municipal de Maringá em 2024
A eleição municipal de Maringá em 2024 aconteceu no dia 6 de outubro (primeiro turno), e elegeu um prefeito, um vice-prefeito e 23 vereadores para a administração da cidade, que se iniciará em 1° de janeiro de 2025 e terminará em 31 de dezembro de 2028. O prefeito titular é Ulisses Maia (PSD), que assumiu a prefeitura em 2017 após vencer as eleições municipais em 2016 e foi reeleito nas eleições municipais em 2020.

## Candidatos
As pré candidaturas foram definidas até o dia 15 de agosto. Os candidatos são oficializados no site do TSE. Abaixo estão as candidaturas deferidas 
| Prefeito(a)       | Prefeito(a) | Prefeito(a) | Vice-prefeito(a) | Vice-prefeito(a) | Vice-prefeito(a) | Coligação                                                             | Número eleitoral | Cargo político anterior               | Tempo de horário eleitoral | Referências |
| Candidato(a)      | Partido     | Partido     | Candidato(a)     | Partido          | Partido          | Coligação                                                             | Número eleitoral | Cargo político anterior               | Tempo de horário eleitoral | Referências |
| ----------------- | ----------- | ----------- | ---------------- | ---------------- | ---------------- | --------------------------------------------------------------------- | ---------------- | ------------------------------------- | -------------------------- | ----------- |
| Edson Scabora     |             | PSD         | Ana Nerry        |                  | MDB              | Pra frente Maringá (PSD, MDB, PSB e PDT)                              | 55               | Vice-Prefeito de Maringá (2016-atual) | 2m42s                      | [ 5 ]       |
| Evandro Oliveira  |             | PSDB        | Adriano Bacurau  |                  | PSDB             | Compromisso com Maringá (Fed. PSDB Cidadania e Avante)                | 45               | Sem atuação                           | 0m47s                      | [ 6 ]       |
| Humberto Henrique |             | PT          | Palomara Silva   |                  | PT               | Pra cuidar bem de Maringá (FE Brasil (PT, PV, PCdoB), Fed. PSOL REDE) | 13               | Vereador de Maringá (2005-2016)       | 2m17s                      | [ 7 ]       |
| Pr. José Santos   |             | MOBILIZA    | Laerte Licci     |                  | MOBILIZA         | Sem coligação                                                         | 33               | Sem atuação                           | Sem Tempo de TV            | [ 8 ]       |
| Silvio Barros     |             | PP          | Sandra Jacovós   |                  | PL               | O futuro é agora (PP, PL, PODE, PRD e Republicanos)                   | 11               | Prefeito de Maringá (2005-2012)       | 4m42s                      | [ 9 ]       |

Candidaturas indeferidas
| Humberto Henrique |  | PT | Brenda Silveira * |  | REDE | Pra cuidar bem de Maringá (FE Brasil (PT, PV, PCdoB), Fed. PSOL REDE) | 13 | Vereador de Maringá (2005-2016) | 2m17s | [ 10 ] |

- A candidatura de Brenda Silveira foi indeferida pelo TSE por não cumprimento de prazos no processo de registro da candidatura

## Pré-candidaturas

### Desistências
- Claudia Bocchi (DC) - Em comunicado distribuído, a pré candidata anunciou a desistência alegando motivos pessoais [11]

- Do Carmo (UNIAO) - Após anunciar a candidatura em 20 de julho, o deputado anunciou a desistência da candidatura diante de uma "divergência interna" no partido. [12]

- Homero Marchese (NOVO) - O ex-deputado anunciou a desistência da candidatura após não conseguir apoios [13]

## Debates Televisionados
| Data             | Organizador(es)         | Silvio Barros (PP) | Edson Scabora (PSD) | Humberto Henrique (PT) | Evandro (PSDB) | Pastor José (MOBILIZA) |
| 30.º de setembro | Arquidiocese de Maringá | Ausente            | Presente            | Presente               | Presente       | Presente               |
| ---------------- | ----------------------- | ------------------ | ------------------- | ---------------------- | -------------- | ---------------------- |

O candidato Silvio Barros declinou o convite do debate promovido pela Arquidiocese de Maringá sob a justificativa de “O candidato Silvio Barros vem, por meio desta, informar que, em reunião do Conselho Político, formada por representantes de partidos que integram a Coligação O Futuro É Agora, ocorrida na tarde desta sexta-feira, 30 de agosto de 2024, foi decidido que o candidato não participará de debates, seguindo a estratégia de comunicação da campanha. Levando em consideração a solicitação da Cúria para a revisão desta decisão, propusemos que, no dia 27 de setembro de  2024, o tema volte a ser debatido em nova reunião do Conselho Político. Posteriormente, informaremos a decisão acerca do debate programado para o dia 30 de setembro."

## Resultados

### Prefeito
| Candidato(a)           | Vice                   | 1º turno 06 de outubro de 2024 | 1º turno 06 de outubro de 2024 |
| Candidato(a)           | Vice                   | Total                          | Percentagem                    |
| ---------------------- | ---------------------- | ------------------------------ | ------------------------------ |
| Silvio Barros          | Sandra Jacovós         | 131.819                        | 65,57%                         |
| Edson Scabora          | Ana Nerry              | 44.004                         | 21,89%                         |
| Humberto Henrique      | Palomara Silva         | 17.321                         | 8,62%                          |
| Evandro Oliveira       | Adriano Bacurau        | 7.421                          | 3,69%                          |
| Pr. José Santos        | Laerte Licci           | 480                            | 0,24%                          |
| Total de votos válidos | Total de votos válidos | 201.045                        | 93,53%                         |
| Votos em branco        | Votos em branco        | 6.371                          | 2,96%                          |
| Votos nulos            | Votos nulos            | 7.543                          | 3,51%                          |
| Total                  | Total                  | 214.959                        | 71,58%                         |
| Abstenções             | Abstenções             | 85.327                         | 28,42%                         |
| Total de inscritos     | Total de inscritos     | 300.286                        | 100%                           |

### Vereadores
Em 2024 Maringá elegeu seus vereadores nas 23 vagas disponíveis, o numero aumentou em relação as ultimas eleições, a lista abaixo conta com os 23 vereadores mais votados.
|     | Vereador(a)               | Numero | Partido      | %    | Votos |
| --- | ------------------------- | ------ | ------------ | ---- | ----- |
| 1º  | Cris Lauer                | 30123  | NOVO         | 3,82 | 7.531 |
| 2º  | Delegado Luiz Alves       | 22222  | PL           | 2,78 | 5.488 |
| 3º  | Flavio Mantovani          | 55001  | PSD          | 2,57 | 5.063 |
| 4º  | Mario Verri               | 13300  | PT           | 1,91 | 3.766 |
| 5º  | Biazon                    | 44190  | UNIÃO        | 1,73 | 3.407 |
| 6º  | Prof° Ana Lucia           | 12412  | PDT          | 1,58 | 3.113 |
| 7º  | Angelo Salgueiro          | 20999  | PODE         | 1,57 | 3.092 |
| 8º  | Akemi Nishimori           | 55555  | PSD          | 1,55 | 3.045 |
| 9º  | Diogo Altamir da Lotérica | 45800  | PSDB         | 1,41 | 2.779 |
| 10º | Odair Fogueteiro          | 11511  | PP           | 1,21 | 2.391 |
| 11º | Daniel Malvezzi           | 30030  | NOVO         | 1,12 | 2.213 |
| 12º | Uilian da Farmácia        | 44456  | UNIÃO        | 1,12 | 2.209 |
| 13º | Bravin                    | 11900  | PP           | 1,10 | 2.167 |
| 14º | Sidnei Telles             | 20123  | PODE         | 1,10 | 2.164 |
| 15º | Willian Gentil            | 11800  | PP           | 1,08 | 2.120 |
| 16º | Giselli Bianchini         | 11222  | PP           | 1,08 | 2.119 |
| 17º | Maninho                   | 10123  | Republicanos | 1,06 | 2.090 |
| 18º | Italo Maroneze            | 12345  | PDT          | 1,02 | 2.009 |
| 19º | Mario Hossokawa           | 11789  | PP           | 0,92 | 1.813 |
| 20º | Luiz Neto                 | 36333  | AGIR         | 0,91 | 1.795 |
| 21º | Lemuel do Salvando Vidas  | 12122  | PDT          | 0,91 | 1.785 |
| 22º | Majô                      | 11411  | PP           | 0,90 | 1.783 |
| 23º | Jeremias                  | 22111  | PL           | 0,77 | 1.525 |